# エフエムとうみ
株式会社エフエムとうみは、長野県東御市の一部地域を放送対象地域として超短波放送（FM放送）をする特定地上基幹放送事業者である。
はれラジの愛称でコミュニティ放送をしている。

## 概要
2010年（平成22年）開局。
東御市では旧・東部町でオフトーク通信を、旧・北御牧村で有線放送電話を運用してきたが共に老朽化し、これらを統合する手段としてコミュニティ放送局を開局することとした。
出資比率から東御市がマスメディア集中排除原則にいう支配関係にある。
本社・演奏所（スタジオ）は、東御市田中のしなの鉄道田中駅駅前にある。
送信所は鞍掛にあり、放送局（現・特定地上基幹放送局）の呼出符号はJOZZ4AP-FM、呼出名称はエフエムとうみ、周波数78.5MHz、空中線電力20Wで放送区域は上田市、小諸市、北佐久郡立科町の各一部地域
。
- 受信エリア[4]も参照

後に同周波数で、新張に湯の丸中継局（空中線電力0.5W）が、東御市が受信障害対策中継放送（ギャップフィラー）中継局（同0.25W）を開局した。
インターネット配信はFM++による。
開局当初は全て自主制作番組よる7時から21時までの14時間放送であったが、現在は日曜深夜も含めた24時間放送で自主制作番組以外の時間帯はJ-WAVEの番組を放送。
東御市や周辺市町とは災害時等における放送に関する協定を締結
している。

## 沿革
- 2010年（平成22年）
  - 4月6日 - 株式会社エフエムとうみ設立[2]
  - 7月10日 - 放送局の予備免許取得[3][2]
  - 9月17日 - 放送局の免許取得[10][2]
  - 10月3日 - 開局[10]、とうみの日にちなみ10時3分放送開始[2]
  - 12月16日 - 日本コミュニティ放送協会に加盟[11]
  - 12月22日 - 東御市と「災害対策基本法に基づく放送要請に関する協定」を締結[6]
- 2012年（平成24年）
  - 9月18日 - 湯の丸中継局の免許取得[12]
- 2015年（平成27年）
  - 8月18日 - FM++によるインターネット配信開始[13]
- 2019年（平成31年）
  - 1月 - 公募により愛称がはれラジと決定、従前のFMとうみに代えて使用開始[14]
- 2021年（令和3年）
  - 3月23日 - 小諸市と「災害時等における放送に関する協定」を締結[7]
  - 3月24日 - 立科町と「災害時における緊急放送に関する協定」を締結[8][9]
- 2022年（令和4年）
  - 3月10日 - 東御市がギャップフィラー中継局の免許取得[15]

## 主な番組
- いってらっしゃい‼︎（月 - 金 7:00 - 8:55）
- さん×2とうみ（月 9:00 - 10:55　火 - 金 9:00 - 11:55）
- ecoひいき（月 11:00 - 11:55）
- ランチBOX（月 - 金 12:00 - 12:55）
- おらほの時間（月・木 13:00 - 15:55 火・金 13:00 - 16:55 第2 - 4水曜日 14:00 - 15:55）
- 燦燦サンテラス（第1・第3月曜日　16:00 - 16:55）
- あがたひろこの歌が好き、人が好き（第2・第4月曜日 16:00 - 16:55）
- おらほの歴史を訪ねて（第1水曜日 13:00 - 13:55）
- とうみ歌のアルバム（水 16:00 - 16:55）
- 市民情報広場（木 16:00 - 16:55）
- これからどうする?（月 - 金 17:00 - 18:55）
- 君がいNIGHT（月・木 19:00 - 21:00 火　20:00 - 21:00）
- わんにゃんはうすK-9ペットトーキングradio（火 19:00 - 19:55）
- 今うわさのあの人（水 19:00 - 19:55）
- 今宵もジャックラ（第1・第3水曜日 ジャズ　第2・第4水曜日 クラシック 20:00 - 21:00）
- 花岡プレゼンツTOMIジャパンフォーク大全集（金 19:00 - 21:00）
- パジャマのままで（土 7:00 - 8:55）
- とうみBOX SATURDAY（土 9:00 - 9:55）
- おらナビっ!（土 10:00 - 10:55）
- 道の駅雷電くるみの里　押し出し、とうみ情報（土 11:00 - 11:55）
- ひだまりランチ（土 - 日 12:00 - 12:55）
- 来る見るくるみ（土 13:00 - 16:55）
- ソト DE ごはん（土 17:00 - 18:55）
- アム・アム ビレッジ TOMIスクリーンミュージックfor you（土 19:00 - 21:00）
- 早く起きよう（日 7:00 - 8:55）
- とうみBOX　SUNDAY（日 9:00 - 11:55）
- イチマルSUNDAY（日 13:00 - 16:55）
- ウチ DE ごはん（日 17:00 - 18:55）
- ねむらNIGHT（日 19:00 - 21:00）
毎時55分はClub TOMI Radio Magazine
毎日7:40・12:40・18:40からはラジオ市報とうみ
1時間毎にパーソナリティー交代

## らいでんくん
イメージキャラクター。
開局時の公募により決定した。
地元出身の力士、雷電爲右エ門にちなむ。

## はれラジマガジン
季刊発行のフリーペーパー。
2011年（平成23年）より「クラブとうみマガジン」として発行開始、愛称の「はれラジ」決定に合わせて改称した。
バックナンバーはサイト内のはれラジマガジンから閲覧できる。

## 防災ラジオ
東御市は、2012年（平成24年）より防災ラジオ（緊急告知FMラジオ）を世帯を対象に無償貸与している。
FMとうみ専用で他の放送を聞くことはできない。